# Web of Trust (Bewertungsplattform)
Web of Trust (kurz WOT) ist eine Bewertungsplattformen für Websites.
2016 verkaufte WOT personenbezogene Nutzerdaten an Datenhändler.

## Geschichte
WOT wurde ursprünglich von Sami Tolvanen und Timo Ala-Kleemola im Jahr 2006 entwickelt und offiziell im Jahr 2007 gestartet. Der Firmensitz soll nach Angaben von WOT in Helsinki in Finnland sein. Der Dienst wird allerdings von den Vereinigten Staaten von Amerika aus angeboten.

## Funktionsweise

Detaillierte Bewertung einer Website (de.wikipedia.org) mit WOT

Der Code steht als Open Source in der GNU GPLv3 zur Verfügung, allerdings ist das Hauptprogramm, an welches die Bewertungen gesendet und von welchem sie dann analysiert werden, proprietär. Es wird meist mit Hilfe einer Browser-Erweiterung genutzt.
Die Funktionen von WOT können zwar auch über die Website des Betreibers abgerufen werden, werden jedoch von den meisten Nutzern direkt in Form einer Browser-Erweiterung genutzt, die für Mozilla Firefox, Internet Explorer, Opera, Google Chrome und Apple Safari verfügbar ist. Das Grundprinzip von WOT soll nach Angaben des Betreibers darin bestehen, dass jeder Nutzer grundsätzlich jede beliebige Website bzw. jede Domain in den Kategorien Vertrauenswürdigkeit und Jugendschutz bewerten kann. Jeder Nutzer kann mit seinem Browser für jede Website nur eine einzige Bewertung abgeben und diese jederzeit wieder ändern. Die von sämtlichen Nutzern abgegebenen Bewertungen für eine bestimmte Website werden zusammengefasst und ein sich daraus ergebender gewichteter Mittelwert gebildet, der wiederum jedem Nutzer bei Aufruf einer Website in Form eines farbigen Ringes direkt im Browser angezeigt wird. Die Farbe des Ringes dient dem Nutzer dabei analog zu einem Ampelsystem als Anhaltspunkt für die Vertrauenswürdigkeit der aufgerufenen Website (Grün, Gelb und Rot für vertrauenswürdig, weniger vertrauenswürdig und nicht vertrauenswürdig), wobei die Anzeige für Menschen mit Farbenfehlsichtigkeit angepasst werden kann.
Je mehr Nutzer eine bestimmte Website bewerten, desto repräsentativer und manipulationsresistenter soll der aus den Einzelbewertungen gebildete Mittelwert werden. Unter Zuhilfenahme dieses Konzepts der Schwarmintelligenz soll eine möglichst repräsentative und aufgrund der großen Masse von Einzelbewertungen schwer zu manipulierende Gesamtbewertung entstehen, die den Durchschnitt einer großen Masse von Nutzern abbildet. Darüber hinaus kann jeder Nutzer auch persönliche Kommentare über von ihm bewertete Websites verfassen, in denen er seine Bewertung mit eigenen Worten begründet.
Benutzerwertungen werden teilweise unterschiedlich gewichtet. So kann die Bewertung eines Nutzers, der insgesamt sehr viele Bewertungen abgegeben hat, höher gewichtet werden als die eines Nutzers, der das Tool nur selektiv nutzt. Auch wird den aktivsten Nutzern der Zugang zu einem „Mass rating Tool“ angeboten, mit dessen Hilfe bis zu 100 Seiten gleichzeitig bewertet werden können, ohne dass diese besucht werden müssen.
Neben diesem kostenlosen Dienst bietet WOT auch Premiumdienste für Website-Betreiber an.

## Handel mit personenbezogenen Daten
WOT weist in seinen Nutzer- und Datenschutzbestimmungen darauf hin, dass die Daten seiner Nutzer anonymisiert und entpersonalisiert gespeichert und weiterverarbeitet werden.
Tatsächlich zeigten Rechercheergebnisse, die am 1. November 2016 vom Norddeutschen Rundfunk veröffentlicht wurden, dass die von WOT an Datenhändler verkauften Datensätze Hinweise auf die Identität der Nutzer zuließen. Die Datensätze, die der NDR von den Datenhändlern erwarb, ließen sich teilweise durch enthaltene Klarnamen oder E-Mail-Adressen in den URLs des Browserverlaufs eindeutig einem jeweiligen Nutzer zuordnen. Darüber hinaus ließen sich alle persönlichen Daten bei jenen Online-Speicherdiensten abrufen, deren Schutzprinzip allein auf einer kryptischen URL-Adresse beruht. Die Journalisten konnten zeigen, dass WOT eine der Quellen des Datenhändlers ist. Der NDR riet daher zur sofortigen Entfernung der Browser-Erweiterung WOT. Am 3. November 2016 wurde WOT von Mozilla Firefox, Google Chrome und Opera aus den angebotenen Erweiterungen entfernt. Im Dezember 2016 teilte WOT mit, dass das Produkt nach einer sechswöchigen Überarbeitungsphase neu gestartet worden sei. Man habe die Anonymisierungstechniken verbessert, um die Daten der Nutzer zu schützen. Daraufhin wurde das Plugin von den Browseranbietern wieder auf den entsprechenden Plattformen zur Verfügung gestellt.